# پانا پرس
خبرگزاری پانا پرس (عربی: وكالة أنباء عموم أفريقيا؛ انگلیسی: PanAfrican News Agency) یک خبرگزاری آفریقایی که در سطح این قاره فعالیت می کند. ابتدا در  ۱۹۷۹ در آدیس آبابا تأسیس شد و سپس  از سال ۱۹۹۳ تحت حمایت یونسکو قرار گرفت.  
دفتر مرکزی این خبرگزاری در داکار، سنگال است و دارای ۵۰ خبرنگار در کشورهای مختلف آفریقایی است. مجمع عمومی این خبرگزاری متشکل از نمایندگان ۵۴ آژانس خبری در کشورهای مختلف آفریقا است. این خبرگزاری اخبار را به زبان های انگلیسی، فرانسوی، پرتغالی و عربی ارائه می کند.  

## اهداف
تبدیل شدن به منبع خبری قابل اعتماد و برتر در سطح قاره آفریقا و تثبیت استقلال تحریری از اهداف این خبرگزاری اعلام شده است. پانا پرس هدف دیگر خود را واگذاری ۶۰ درصد سهام به بخش خصوصی عنوان کرده است. 